# Река Оксана Олександрівна
Оксáна Олексáндрівна Рéка (нар. 24 січня 1981, Нижньокамськ) — українська співачка, акторка, ведуча каналу «Ciekawa Warszawa Цікава Варшава», колишня учасниця рок-гурту «Рекоста». Учасниця Революції гідності. 

## Життєпис
На час народження Оксани, батьки: Трофімченко Олександр та Барбара, проживали в ТАРСР, у зв'язку з працею батька. Батько Олександр Трофімченко  родом з кубанських козаків (Краснодарський край). Мати Варвара (Барбара) Трофімченко (до шлюбу Богуш)  походить з полтавського козацтва та має польське коріння по лінії батька.
З 13 років Оксана інтенсивно займалась вокалом у репетиторки Войтенко Алли Михайлівни. Загальноосвітню школу закінчила в м. Полтава. У 1999 році була учасницею полтавського відбіркового конкурсу Червона рута.  У 2003 році вступила в Полтавське державне музичне училище імені Миколи Лисенка, одразу на ІІ курс вокального відділу; клас викладача заслуженого артиста України Путько Володимира Пантелійовича. У 2006 році закінчила училище. У 2007 році бере участь у теле-шоу «Весільні перегони», зйомки якого проводила Полтавська обласна державна телерадіокомпанія «Лтава». У 2008 році перемагає в конкурсному шоу «Ідеальна пара». З 2006 року до 2013 року під час курортних сезонів працювала організаторкою музичного дозвілля в містах АРК Крим — Коктебель, Алушта, Ялта.
У 2010 році учасниця телевізійного конкурсу молодих виконавців сучасної української пісні «Квадрат У», де виступає як сольна виконавиця і в складі рок-гурту Рекоста. За результатами sms голосування Рекоста перемагає в конкурсі серед гуртів, у сольному виконанні Оксана займає одне з лідируючих місць у конкурсі. Оксана Река та її рок-колектив беруть активну участь у концертах, організованих телеканалом Лтава протягом 2010-2011 років. Влітку 2010 року організатори фестивалю Мазепа-fest запрошують Оксану разом з гуртом Рекоста взяти участь у фестивалі. Серед авторських композицій, виконаних колективом, прозвучали відомі в Полтаві хіти гурту: «Швидкісний експрес», «Примари», «Депресивні дні». 
З 2010 до 2013 рр. Оксана Река взяла активну участь у пісенних телешоу «Народна зірка», «Україна має таланти», «Х-фактор», «Фабрика зірок». У 2011 році разом з чоловіком та донькою переїжджає жити з Полтави до Києва. Бере участь у різних телешоу, зокрема «Женский доктор», «Моду народу», «Блондинки» та інших. Плідною в концертному плані виявилася співпраця з Київським вокально-хореографічним ансамблем Україночка (керівник  народний артист України — Юхименко Віталій Дем'янович), у якому Оксана виступала як артистка-вокалістка з 2011 по 2012 рік. У 2012 році працювала викладачкою музики в Київській Середній школі № 68.
Взимку 2014 року бере участь у подіях Революції гідності. 19 січня 2014 року під час силового протистояння на вулиці Грушевського чоловік Оксани Віктор отримує поранення з вогнепальної зброї. Уряд республіки Польща запрошує тяжкопораненого майданівця на лікування до Варшави. Оксана з донькою супроводжують його.
У Польщі Оксана швидко вивчає польську мову, бере участь у зйомках шоу польського телебачення, зокрема: «Rozmowy w toku» (TVN м. Краків), «Uwaga» (TVN м.Варшава) та інших. Бере активну участь у культурно-суспільному житті української громади у Польщі; виступає з українськими піснями на святах та різноманітних заходах.
У 2015 році разом чоловіком засновує культурно-розважальний канал «Ciekawa Warszawa Цікава Варшава» та стає його ведучою. У 2016 році представляє Україну на Wielokulturowe Warszawskie Street Party.
Наприкінці 2016 року на студії «Bullshit Records» польського рок-гурту «Vüjek Väsyl» у Варшаві, записує сингли «Про що ти думаєш?» та «Напиши».
У 2017 році з піснею «Про що ти думаєш», Оксана Река змагається за право бути обличчям України на пісенному фестивалі Євробачення, та за інформацією телеканалу СТБ входить у топ виконавців, які претендують на це право.
28 — 29 липня 2017 року Оксана Река отримує гран-прі за перемогу на Другому Загальнопольському Фестивалі Італійської Пісні SANREMO-CZAPLINEK 2017 що проходить в польському містечку Czaplinek.

## Приватне життя
- з 1998 по 2007 рік — у громадянському шлюбі з Віктором Река; з 2007 року офіційний шлюб;
- 2002 рік — народжує доньку Марусю;

## Сингли
- 2016 — «Про що ти думаєш?»
- 2016 — «Напиши»

## Шоу з Оксаною Река
- Szwajcarskie Centrum Edukacji Wrocław — inauguracja roku szkolnego 2015—2016[27]
- Vüjek Väsyl / Vujek Vasyl / Вуйко Василь — польський рок гурт.[28]
- Ukrainian Saturday School is in Warsaw — Українська суботня школа у Варшаві[29]
- Оксана Река &K — Старі фотографії[30]
- Дитяча дискотека в TPU — Dyskoteka dla dzieci w TPU[31]
- CW 5 — Beauty Day in Ukrainian World / День краси в Українському світі[32]
- CW 4 — Пікнік[33]
- CW 3 — Парк Уяздовскі / Park Ujazdowski[34]
- CW 2 — Старувка Продовження[35]
- CW 1 — Старувка[36]

## Преса про Оксану Река
- Rodzina z Ukrainy: Pozwólcie nam zostać w Polsce[37]
- Українці у пошуках роботи… у Польщі[38]
- Ukrainian Migrants Fleeing Conflict Get a Cool Reception in Europe[39]
- Bohaterowie Majdanu już niepotrzebni. Ukraińcy w Polsce[40]
- Польща очима українців-Оксана і Віктор \Polska oczami Ukraińców[41]